# Cerebratulus gardineri
Cerebratulus gardineri är en djurart som tillhör fylumet slemmaskar, och som beskrevs av Punnett 1903. Cerebratulus gardineri ingår i släktet fläsknemertiner, och familjen Cerebratulidae. Inga underarter finns listade i Catalogue of Life.